# Al-Watan-Partei (Ägypten)
Die Watan-Partei (arabisch حزب الوطن, DMG Ḥizb al-waṭan ‚Vaterlands-Partei‘) ist eine salafistische Partei in Ägypten, die am 1. Januar 2013 gegründet wurde. Sie entstand als Abspaltung von der ebenfalls salafistischen, 2011 gegründeten Partei des Lichts.
Der Salafistenprediger Hasem Abu Ismail kündigte an, bei den anstehenden Parlamentswahlen eine Wahlallianz mit der Watan-Partei zu bilden.